# Хокан Лидман
Ерик Хокан Лидман (швед. Erik Håkan Lidman; Гетеборг, 31. јануар 1915 — Естепона, 6. јун 2000) је био шведски атлетичар који се специјализовао за 110 м препоне. Такмичио се два пута на Летњим олимпијскимиграма 1936. и 1948. завршио као четврти и шести. Освојоп је две медаље на Европским првенствима на отвореном 1938. када је био други и 1946. као први. У 1940. је поставио европски рекорд на са 14,0 и добио Шведску Дагбладет златну медаљу за најзначајнији спортски догађај године. Лидман држао шведски рекорд на 110 м препоне 1935—45 и 1947—1948. 
По престанку активним бављењем спрортом, био је директор Атлетског завеза Шведске.